# Bonete
Bonete község Spanyolországban, Albacete tartományban. Lakosainak száma 970 fő (2024).

## Földrajza
Bonete Alpera, Almansa, Montealegre del Castillo, Chinchilla de Monte-Aragón és Higueruela községekkel határos.

## Népesség
A település lakosságának változását az alábbi diagram mutatja:
| Lakosok száma | 1227 | 1242 | 1289 | 1231 | 1220 | 1157 | 1123 | 1049 | 1031 | 970  |
|               | 2001 | 2004 | 2006 | 2009 | 2011 | 2014 | 2016 | 2019 | 2021 | 2024 |